# U-286 (tàu ngầm Đức)
U-286 là một tàu ngầm tấn công  Lớp Type VII thuộc phân lớp Type VIIC được Hải quân Đức Quốc Xã chế tạo trong Chiến tranh Thế giới thứ hai. Nhập biên chế năm 1943, nó đã thực hiện được bốn chuyến tuần tra, đánh chìm được một tàu chiến tải trọng 1.150 tấn. Trong chuyến tuần tra cuối cùng tại vùng biển Bắc Cực, U-286 bị các tàu frigate HMS Loch Insh, HMS Anguilla và HMS Cotton của Hải quân Hoàng gia Anh đánh chìm trong biển Barents vào ngày 29 tháng 4, 1945.

## Thiết kế và chế tạo

### Thiết kế

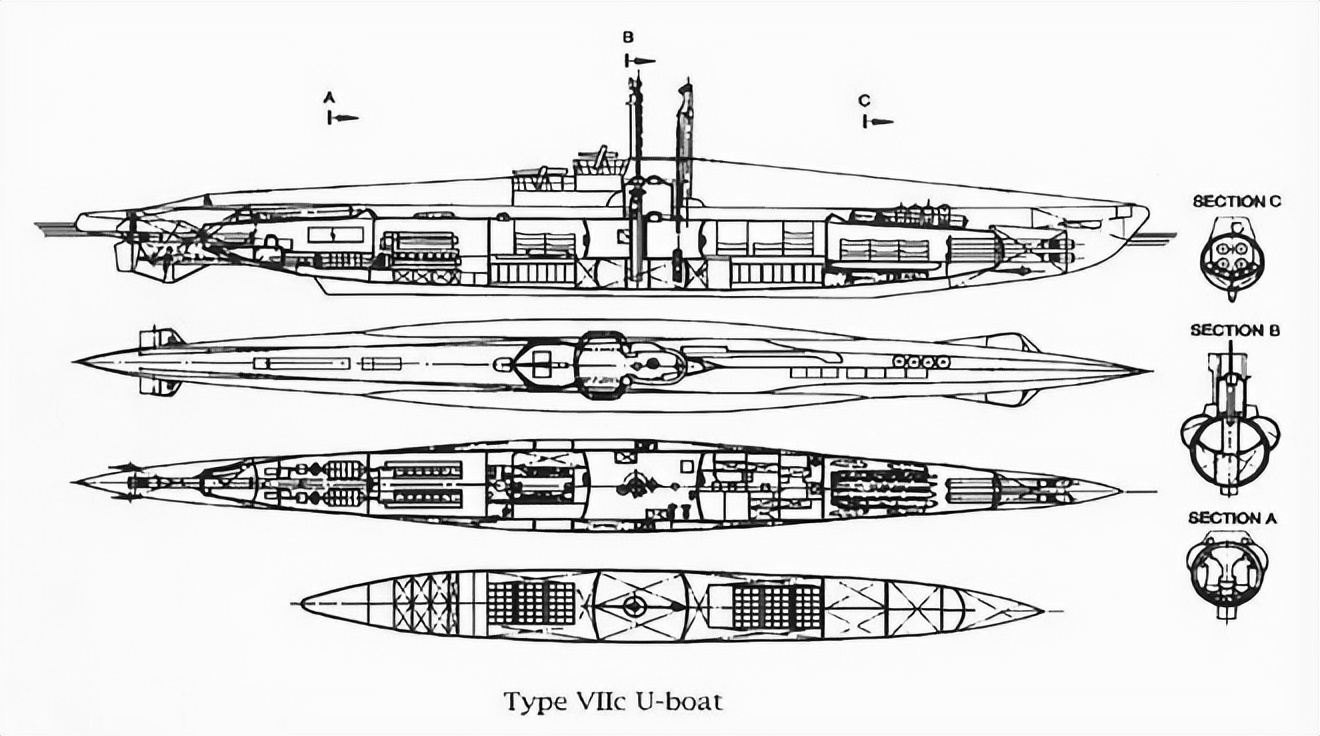
Sơ đồ các mặt cắt một tàu ngầm Type VIIC

Phân lớp VIIC của Tàu ngầm Type VII là một phiên bản VIIB được kéo dài thêm. Chúng có trọng lượng choán nước 769 t (757 tấn Anh) khi nổi và 871 t (857 tấn Anh) khi lặn). Con tàu có chiều dài chung 67,10 m (220 ft 2 in), lớp vỏ trong chịu áp lực dài 50,50 m (165 ft 8 in), mạn tàu rộng 6,20 m (20 ft 4 in), chiều cao 9,60 m (31 ft 6 in) và mớn nước 4,74 m (15 ft 7 in).
Chúng trang bị hai động cơ diesel Germaniawerft F46 siêu tăng áp 6-xy lanh 4 thì, tổng công suất 2.800–3.200 PS (2.100–2.400 kW; 2.800–3.200 bhp), dẫn động hai trục chân vịt đường kính 1,23 m (4,0 ft), cho phép đạt tốc độ tối đa 17,7 kn (32,8 km/h), và tầm hoạt động tối đa 8.500 nmi (15.700 km) khi đi tốc độ đường trường 10 kn (19 km/h). Khi đi ngầm dưới nước, chúng sử dụng hai động cơ/máy phát điện AEG GU 460/8–27 tổng công suất 750 PS (550 kW; 740 shp). Tốc độ tối đa khi lặn là 7,6 kn (14,1 km/h), và tầm hoạt động 80 nmi (150 km) ở tốc độ 4 kn (7,4 km/h). Con tàu có khả năng lặn sâu đến 230 m (750 ft).
Vũ khí trang bị có năm ống phóng ngư lôi 53,3 cm (21 in), bao gồm bốn ống trước mũi và một ống phía đuôi, và mang theo tổng cộng 14 quả ngư lôi, hoặc tối đa 22 quả thủy lôi TMA, hoặc 33 quả TMB. Tàu ngầm Type VIIC bố trí một hải pháo 8,8 cm SK C/35 cùng một pháo phòng không 2 cm (0,79 in) trên boong tàu. Thủy thủ đoàn bao gồm 4 sĩ quan và 40-56 thủy thủ.

### Chế tạo
U-286 được đặt hàng vào ngày 5 tháng 6, 1941, và được đặt lườn tại xưởng tàu của hãng Bremer-Vulkan-Vegesacker Werft ở Bremen vào ngày 3 tháng 8, 1942. Nó được hạ thủy vào ngày 21 tháng 4, 1943, và nhập biên chế cùng Hải quân Đức Quốc Xã vào ngày 5 tháng 6, 1943 dưới quyền chỉ huy của Hạm trưởng, Trung úy Hải quân Willi Dietrich.

## Lịch sử hoạt động

### 1944
Sau khi hoàn tất việc chạy thử máy và huấn luyện trong thành phần Chi hạm đội U-boat 8, U-286 được điều sang Chi hạm đội U-boat 11 từ ngày 1 tháng 8, 1944 để hoạt động trên tuyến đầu. Nó được điều sang Chi hạm đội U-boat 13 từ ngày 5 tháng 11; rồi quay trở lại Chi hạm đội U-boat 11 từ ngày 1 tháng 3, 1945.

#### Chuyến tuần tra thứ nhất
Sau khi chuyển căn cứ hoạt động từ Kiel đến cảng Flekkefjord (về phía Tây Kristiansand), Na Uy vào giữa tháng 6, 1944, U-286 khởi hành từ Flekkefjord vào ngày 5 tháng 7 cho chuyến tuần tra đầu tiên trong chiến tranh, và hoạt động tại khu vực Bắc Hải. Vào ngày 18 tháng 7, nó bị một máy bay ném bom De Havilland Mosquito với đội bay người Na Uy thuộc Liên đội 333 Không quân Hoàng gia Anh tấn công, khiến một thủy thủ tử trận và bảy người khác bị thương. Chiếc tàu ngầm bị hư hại, nhưng đã đi đến được cảng Kristiansand an toàn cùng ngày hôm đó. Nó sau đó di chuyển qua lại giữa các căn cứ Kristiansand, Bergen và Horten cùng thuộc Na Uy trong tháng 8.

#### Chuyến tuần tra thứ hai
U-286 chuyển căn cứ hoạt động đến cảng Trondheim Na Uy vào giữa tháng 11, rồi xuất phát từ cảng này vào ngày 18 tháng 11 cho chuyến tuần tra thứ hai. Nó hoạt động tại các vùng biển Na Uy và Barents, nhưng không đánh chìm được mục tiêu nào, nên kết thúc chuyến tuần tra và đi đến cảng Harstad (về phía Tây Bắc Narvik), Na Uy vào ngày 7 tháng 1, 1945.

### 1945

#### Chuyến tuần tra thứ ba
U-286 thực hiện chuyến tuần tra tiếp theo từ ngày 14 tháng 1 đến ngày 24 tháng 2, 1945, cùng xuất phát và kết thúc tại Harstad. Nó hoạt động trong khu vực biển Barents, nhưng vẫn không đánh chìm được mục tiêu nào.

#### Chuyến tuần tra thứ tư - Bị mất
U-286 thành công hơn trong chuyến tuần tra thứ tư, cũng là chuyến cuối cùng, sau khi xuất phát từ Harstad vào ngày 18 tháng 4 để tiếp tục hoạt động trong khu vực biển Barents. Vào ngày 29 tháng 4, nó đã phóng ngư lôi tấn công chiếc HMS Goodall ngoài khơi bán đảo Kola, cách Murmansk 7 nmi (13 km), khiến chiếc tàu frigate Anh bị hư hại nặng và phải bị đánh đắm. Các tàu frigate Anh HMS Loch Insh, HMS Anguilla và HMS Cotton đã phản công bằng mìn sâu ngay trong ngày hôm đó, đánh chìm U-286 ở vị trí về phía Bắc Murmansk, tại tọa độ 69°29′B 33°37′Đ / 69,483°B 33,617°Đ. Toàn bộ 51 thành viên thủy thủ đoàn của U-286 đều tử trận.
Các nguồn của Liên Xô và Nga cho rằng U-286 bị tàu khu trục Liên Xô Karl Liebknecht đánh chìm vào ngày 23 tháng 4, 1945.

### "Bầy sói" tham gia
U-286 từng tham gia ba bầy sói:
- Stier (28 tháng 11, 1944 – 3 tháng 1, 1945)
- Rasmus (6 – 13 tháng 2, 1945)
- Faust (16 – 29 tháng 4, 1945)

### Tóm tắt chiến công
U-286 đã đánh chìm được một tàu chiến tải trọng 1.150 tấn:
| Ngày             | Tên tàu     | Quốc tịch              | Tải trọng | Số phận      |
| ---------------- | ----------- | ---------------------- | --------- | ------------ |
| 29 tháng 4, 1945 | HMS Goodall | Hải quân Hoàng gia Anh | 1.150     | Bị đánh chìm |